# ديامون سيمبسون
ديامون سيمبسون (بالإنجليزية: Diamon Simpson)‏ مواليد 8 سبتمبر 1987 في مقاطعة لوس أنجلوس، هو لاعب كرة سلة أمريكي. بدأ مسيرته الاحترافية في سنة 2009. يبلغ طوله 6 قدم 7 بوصة (2.0 م).

## المسيرة الاحترافية
لعب مع لوس أنجلوس ديفيندرز في موسم 2009–2010، ثم لعب مع ألاسكا أيسز في سنة 2010، ثم لعب مع تورك تيليكوم في الدوري التركي في موسم 2010–2011، ثم لعب مع أديليد ثيرتي سيكسترز في الدوري الأسترالي في موسم 2011–2012، ثم لعب مع سي بي إستوديانتس في الدوري الإسباني في موسم 2014–2015، ثم لعب مع نادي نيمبورك لكرة السلة في موسم 2016–2017.

## إحصائيات المسيرة

### الدوري الأوروبي
| السنة   | الفريق                   | لعب | بدأ | دقيقة | ميداني% | ثلاثية | حرة  | ارتداد | صنع | استلاب | تصدي | نقطة | أداء |
| ------- | ------------------------ | --- | --- | ----- | ------- | ------ | ---- | ------ | --- | ------ | ---- | ---- | ---- |
| 2016–17 | مكابي تل أبيب لكرة السلة | 6   | 2   | 20.1  | .610    | 0      | .333 | 6.7    | 1.2 | 1.5    | 1    | 9.2  | 15.2 |
| المسيرة |                          | 6   | 2   | 20.1  | .610    | 0      | .333 | 6.7    | 1.2 | 1.5    | 1    | 9.2  | 15.2 |

## روابط خارجية
- ديامون سيمبسون على موقع الدوري الأوروبي لكرة السلة (الإنجليزية)
- ديامون سيمبسون على موقع الدوري الإسباني لكرة السلة (الإسبانية)
- ديامون سيمبسون على موقع كرة السلة الأوروبية.كوم (الإنجليزية)
- ديامون سيمبسون على موقع كلية كرة السلة في سبورتس رفرنس.كوم (الإنجليزية)
- ديامون سيمبسون على موقع ريلجم (الإنجليزية)
- ديامون سيمبسون على موقع بروبوليرز (الإنجليزية)
- ديامون سيمبسون على موقع سبورتس رفرنس (الإنجليزية)
- ديامون سيمبسون على موقع سبورتس رفرنس (الإنجليزية)